# Bjarni Thorarensen

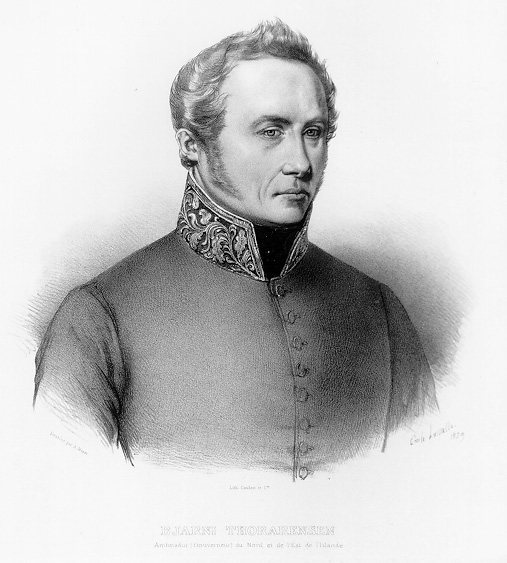
Bjarni Thorarensen

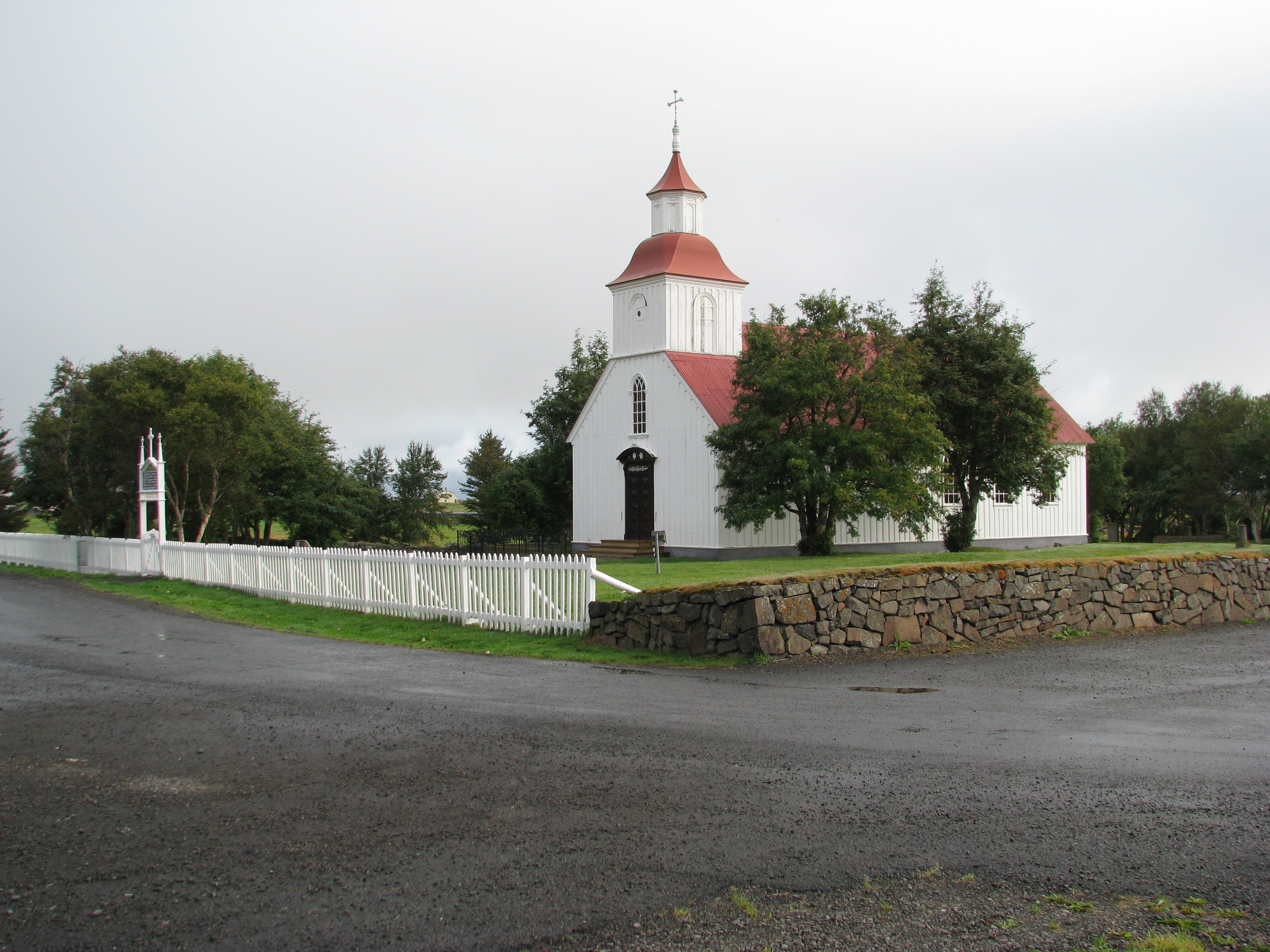
Kirche und Friedhof von Möðruvellir

Bjarni Thorarensen (* 30. Dezember 1786 in Brautarholt, Kjalarnes; † 24. August 1841 in Möðruvellir) war ein isländischer Schriftsteller.

## Leben

### Familie und Herkunft
Bjarni Thorarensen stammte aus vornehmer Familie. Sein Vater war Vigfús Þórarinnsson vom historischen Hof Grund (Eyjafjörður) und seine Mutter eine Enkelin von Skúli Magnússon. Der Vater war zur Zeit von Bjarnis Geburt Sýslumaður im Gullbringu- og Kjósarsýsla.

### Jugend und Ausbildung
Er wurde im Jahre 1786 auf dem Hof Brautarholt auf der Halbinsel Kjalarnes bei Reykjavík geboren.
Aber schon im Alter von 3 Jahren zog er mit seinen Angehörigen um auf den durch die Brennu Njáls saga berühmten Hof Hlíðarendi in Fljótshlíð, da sein Vater Sýslumaður im dortigen Bezirk Rangárvallasýsla geworden war.
Seine Ausbildung erhielt er zunächst zu Hause durch Privatlehrer, später in einer weiterführenden Schule in Álftanes und in der Internatsschule des Bischofs Geir Vídalín in Skálholt, die er 1802 mit dem Abitur abschloss, ungewöhnlich früh auch für die damalige Zeit.
Anschließend fuhr er, wie es bei den Söhnen aus guten isländischen Familien dieser Zeit so üblich war, nach Dänemark, um in Kopenhagen an der Hochschule Jura zu studieren. Auch das Studium schloss er sehr schnell und mit ausgezeichneten Noten ab.

### Beruflicher Werdegang
Bjarni Thorarensen arbeitete zunächst in staatlichen Institutionen in Dänemark.
Im Jahre 1811 kehrte er nach Island zurück. Auch dort übernahm er staatliche Ämter, u. a. das eines Richters in Reykjavík. Gleichzeitig führte er auch einen Gutshof auf Gufunes. Später war er wie sein Vater Sýslumaður, allerdings im Bezirk Árnessýsla.
Immer wieder bemühte er sich, Island aus seiner damaligen Rückständigkeit zu führen. Ihn interessierte nicht zuletzt der Straßen- und Wegebau.
Ab 1833 trug er große Verantwortung als Amtmaður, der als Vertreter des dänischen Königs für ganz Nord- und Ostisland zuständig war. Sein Wohn- und Amtssitz war dabei in Möðruvellir. Die Arbeit war angesichts der schlechten Transportbedingungen und großen Entfernungen sehr anstrengend.
Allerdings war er auch gerne auf Festen, und das teilweise inkognito. Mit seiner Frau Hildur, einer Tochter von Bogi Benediktsson von Hrappsey, hatte er zahlreiche Kinder.
Im Jahre 1841 starb er und ist in Möðruvellir begraben.

## Werk
Bjarni Thorarensen ist vor allem als Lyriker ein wichtiger Vertreter der Literaturströmung der Romantik in Island. Mit dieser Strömung wurde er zuerst in Dänemark bekannt, wo er u. a. eine Vorlesung von Henrik Steffens hörte.
Schon als junger Mensch hatte er angefangen zu dichten und zeigte sich fasziniert von der Natur seiner Heimat. Auch vertrat er ganz im Sinne der Romantiker Ästhetik, tiefen Ausdruck von Gefühlen und Liebe zu seinem Vaterland.
Seine Lyrik veröffentlichte der Schriftsteller in zahlreichen Zeitschriften, so z. B. 1818 in der Kulturzeitung Klausturposturinn.
Berühmt ist sein Gedicht Íslands minni, in dem auch die mythische Figur der Fjallkonan (Bergfrau) eine Rolle spielt. Manche Autoren meinen, das Gedicht hätte in Liedform bis Anfang des 20. Jahrhunderts eine Nationalhymne ersetzt – Island war zu der Zeit ja Teil des dänischen Reiches.